# Tredje planetens hemlighet
Tredje planetens hemlighet, även Mysteriet på den tredje planeten, (ryska: Тайна третьей планеты Tajna tretjej planety) är en sovjetisk tecknad äventyrsfilm från 1981 i regi av Roman Katjanov. Den handlar om en flicka som reser i universum med sin far och en kapten i jakt på ovanliga djur till Moskva Zoo. Längs vägen dras de in i en härva med rymdpirater. Filmen bygger på en barnbok av Kir Bulytjov. Den gjordes av Sojuzmultfilm och är 50 minuter lång.

## Rollista
- Olga Gromova ― Alisa Seleznjova
- Vsevolod Larionov ― Professor Igor Seleznjov / fågeln Govorun
- Vasilij Livanov ― Gromozeka
- Jurij Volintsev ― kapten Zeljony
- Grigorij Sjpigel ― Veseltjak U
- Pjotr Visjnjakov ― Dr Verchovtsev / Glot
- Vladimir Druzjnikov ― kapten Kim
- Vladimir Kenigson ― robot från planeten Sjeleziak / robotservitör / usjan-polis
- Jekaterina Krasnobajeva ― snigel som gav Alice en indikator / Usjanka, en hotellanställd
- Nikolaj Grabbe ― kapten Buran (okrediterad)
- Rina Zeljonaja ― Colins mormor (okrediterad)
- Jurij Andrejev ― usjan, som gav Govorun till Seleznjov
- Stanislav Zacharov ― usjan-polis som säger "Det har skett en olycka - de dödade alla Govoruner!" (okrediterad)

## Produktion
"Tredje planetens hemlighet" blev Roman Katjanovs fjärde regiroll som animerades med traditionell handritad animation. Som produktionsdesigner och animatör arbetade Katjanov på fler än 30 tecknade filmer, men hans mest kända regiverk dessförinnan var tecknade filmer inspelade i dockanimation "Den lilla vanten", "Krokodilen Gena", "Drutten", "Shapp och Klack" och andra.
Natalia Orlova stod för karaktärsdesign. Hennes dotter, skådespelerskan Jekaterina Semjonova, sa att Alisa i den tecknade filmen var ritad av henne själv, och hennes far, regissören Tengiz Semjonov stod som prototyp för kapten Zeljonyj.
Inledningsvis planerade Katjanov att göra en tecknad serie med rotoskopiteknik (inspelade rörelser av riktiga människor ritas om på papper). Men snart övergavs denna idé, och de bestämde sig för att göra en tecknad film med traditionell animation.
Under produktionen av den tecknade filmen spelades till en början skådespelarnas röster in, varefter animatörerna, med hjälp av soundtracket, utvecklade karaktärernas gester och rörelser.
Musiken till filmen skrevs av Alexander Zatsepin. För ljudet ansvarade Boris Filtjikov.
Filmproduktionen varade i fyra år.